# Андреева, Мария Андреевна (актриса)
Мари́я Андре́евна Андре́ева (род. 12 июля 1986, Кировоград, УССР, СССР) — российская актриса театра и кино.

## Биография
В 2007 году окончила театральное училище имени Щепкина (курс Ольги Соломиной, Юрия Соломина) и была принята в труппу Малого театра, где проработала до 2010 года. С 2007 года работает в театре «Мастерская П. Фоменко».
Снималась в главных ролях в фильмах «Ностальгия по будущему», «Духless», «Духless 2», «Книга мастеров» и телесериалах «Палач», «Паук», «Чёрная кошка» и «Шакал». Известна по роли Софии Палеолог в телесериале «София».
После съёмок в небольшой роли в фильме «Воин» стала заниматься боксом.

## Личная жизнь
Актриса в 2018 году начала встречаться со стоматологом Антоном Хундадзе, у которого сын от прошлого брака. В 2019 году они поженились. 26 января 2020 года родился сын Илья.

## Роли в театре

### Малый театр
- 2007 — «Власть тьмы» Л. Н. Толстого. Режиссёр: Юрий Соломин — Марина
- 2009 — «Мольер» («Кабала святош») М. А. Булгакова. Режиссёр: В. Н. Драгунов — Арманда Бежар, актриса

### Московский театр «Мастерская П. Фоменко»
- 2007 — «Дом, где разбиваются сердца» Джорджа Бернарда Шоу. Режиссёр: Евгений Каменькович — Элли Дэн
- 2009 — «Сказка Арденнского леса» Юлия Кима. Режиссёр: П. Фоменко — Розалинда
- 2010 — «Алиса в Зазеркалье» Льюиса Кэрролла. Режиссёр: И. Поповски — Чёрная Королева / Лань / Тигровая Лилия
- 2010 — «Рыжий» Бориса Рыжего. Режиссёр: Юрий Буторин — соседка / Ирина
- 2012 — «Дар» Владимира Сирина (Набокова). Режиссёр: Евгений Каменькович — Зинаида Мерц
- 2014 — «Олимпия» Ольги Мухиной. Режиссёр: Евгений Цыганов — Катя Лавинская
- 2017 — «Души» Режиссёр: Фёдор Малышев — Паночка

## Фильмография
- 2007 — Ностальгия по будущему — Анастасия / Марина

- 2008 — Наследство — Рита Прохорова, дочь Станислава и Марины

- 2009 — Книга мастеров — Катя, приёмная дочь Каменной Княжны, главная роль

- 2011 — Обрыв — Марфенька

- 2012 — Духless — Юля, студентка, активистка группы «Свободные радикалы», главная роль

- 2013 — Истребители — Евгения Дементьева, старший лейтенант, военный лётчик, главная роль
- 2013 — Жить дальше — Наталья Хаврошина, фотомодель
- 2013 — Тариф «Счастливая семья» — Нина Назарова
- 2013 — Сын отца народов — Екатерина Семёновна Тимошенко, вторая жена Василия Сталина

- 2014 — Палач — Оксана Демидова, журналист
- 2014 — Последний вагон. Весна — Лена Стародубцева

- 2015 — Духless 2 — Юля, главная роль
- 2015 — ЧБ — Вика
- 2015 — Истребители. Последний бой — капитан Евгения Дементьева, главная роль
- 2015 — Воин — Дана
- 2015 — Паук — Оксана Демидова, журналист газеты «Советская трибуна»
- 2015 — Переводчик — Елена, главная роль

- 2016 — София — Софья Палеолог, великая княгиня Московская, главная роль
- 2016 — Чёрная кошка — Таисия Цыганова (Синицына), девушка Ивана Мишина (главаря банды), главная роль
- 2016 — Шакал — Оксана Демидова, журналист газеты «Советская трибуна»

- 2017 — Снайпер. Офицер СМЕРШ — Женя Белова, главная роль
- 2017 ― Французский попутчик ― Катя

- 2018 — Обычная женщина — Вероника Морозова, медсестра, любовница Артёма Лаврова
- 2018 — Годунов — Ксения Шестова, супруга Фёдора Романова
- 2018 — Доктор Преображенский — Зося Преображенская, главная роль

- 2019 ― Без памяти ― Ольга Петрухина, начальник отдела продаж, главная роль
- 2019 ― Фальшивый флаг ― Дина Кривицкая, сотрудник банка

- 2020 — Джульбарс — Кира Андреевна Павлова, гражданский врач-хирург, мать Лизы, главная роль
- 2020 — Обычная женщина 2 — Вероника Морозова, девушка Леонида, медсестра

- 2021 ― Подарок ― Мария, девушка Леонида, врач
- 2021 ― Портрет незнакомца ―
- 2021 — Серебряный волк — Юлия Волкова, врач-онколог, главная роль

- 2022 — Молчание — Лариса, главная роль
- 2022 ― Ловец снов ― Алиса Захарова, капитан полиции, главная роль
- 2022 ― Чернобыль ― Глорис Ленц, главная роль

- 2023 — Доктор Преображенский 2 — Зося Преображенская, главная роль
- 2023 — Не скажу ― Маша, главная роль

- 2024 — Триггер 3 ― Надя
- 2024 — Первый номер ― Катя

- 2025 — 80 ударов в минуту ―
- 2025 — Оперативная память ―
- 2025 — Доктор Преображенский 3 — Зося Преображенская, главная роль